# Битва за Княжевац
'Битва за Княжевац - битва під час Другої балканської війни між болгарською та сербською арміями. Битва відбулась у липні 1913 року і завершилась захопленням сербського міста Княжевац болгарською Першою армією.